# Obrona przeciwrakietowa

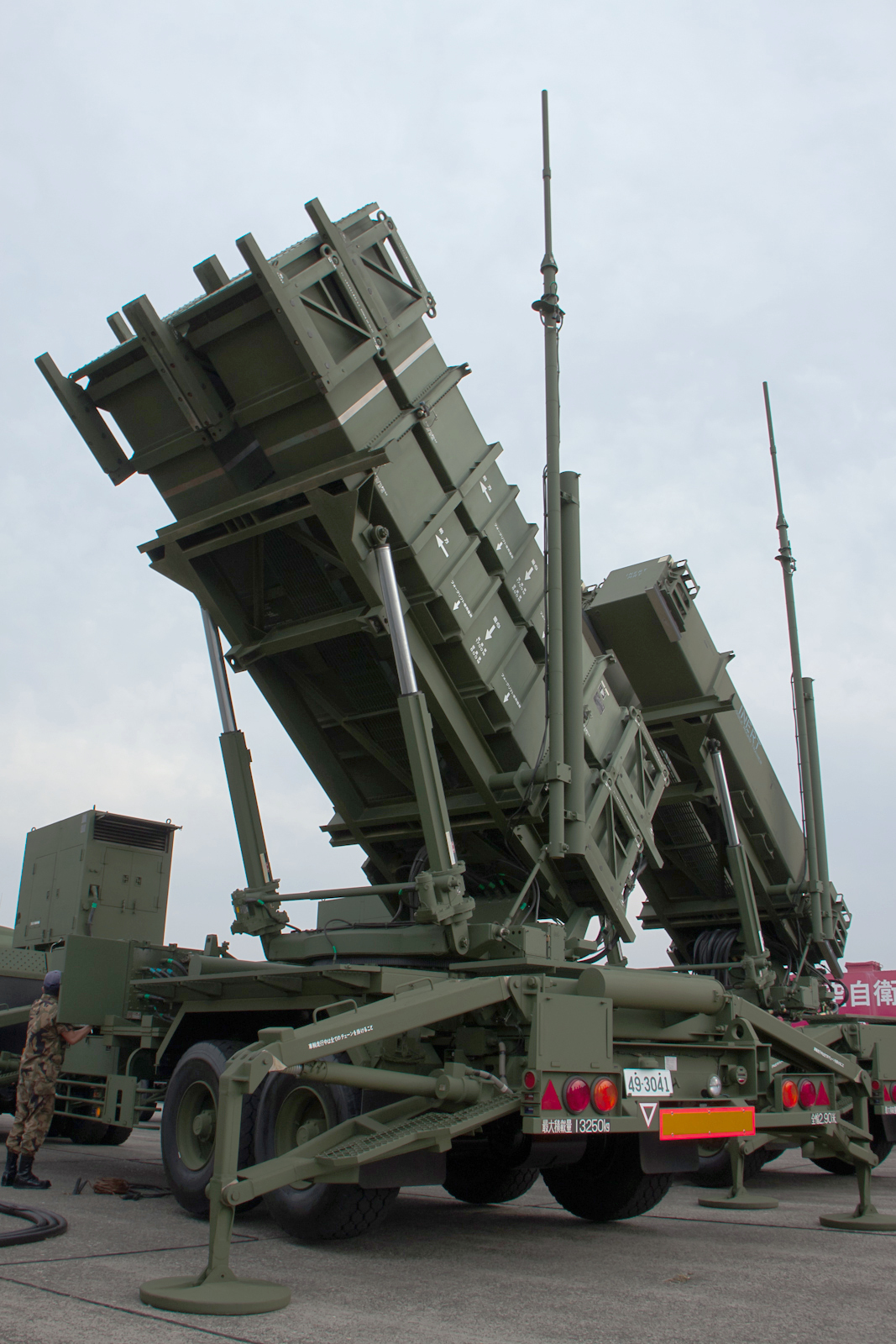
System Patriot

Obrona przeciwrakietowa – ogół przedsięwzięć i środków wykorzystywanych do ochrony ludności, terytorium oraz wojsk, przed wszelkimi zagrożeniami związanymi z użyciem pocisków rakietowych.
To odpowiednio zorganizowany system urządzeń technicznych oraz działania wyspecjalizowanych sił i środków wchodzących w skład obrony powietrznej uniemożliwiające osiągnięcie celu przez głowice pocisków rakietowych nieprzyjaciela. Lecąca do celu głowica niszczona jest przez przeciwpociski rakietowe, odznaczające się bardzo dużym przyspieszeniem oraz ciągłą gotowością do startu.

## Charakterystyka
Obrona przeciwrakietowa to część defensywnych i ofensywnych działań przeciwpowietrznych ukierunkowanych na niszczenie wyrzutni z rakietami balistycznymi na ziemi oraz rakiet lecących w przestrzeni powietrznej i kosmicznej.  Obejmują one wszystkie aktywne i pasywne środki zaprojektowane do wykrywania, identyfikacji, śledzenia i niszczenia atakujących rakiet balistycznych w każdej fazie jej lotu lub też minimalizacji efektywności i skutków takiego ataku. 
To także system, broń lub technologia zaangażowana w wykrywanie, śledzenie, przechwytywanie i niszczenie atakujących pocisków rakietowych. Pierwotnie system ten miał bronić przed balistycznymi rakietami międzykontynentalnymi. Współcześnie jego zastosowanie zostało poszerzone do obrony przed rakietami.